# Rakytník řešetlákový

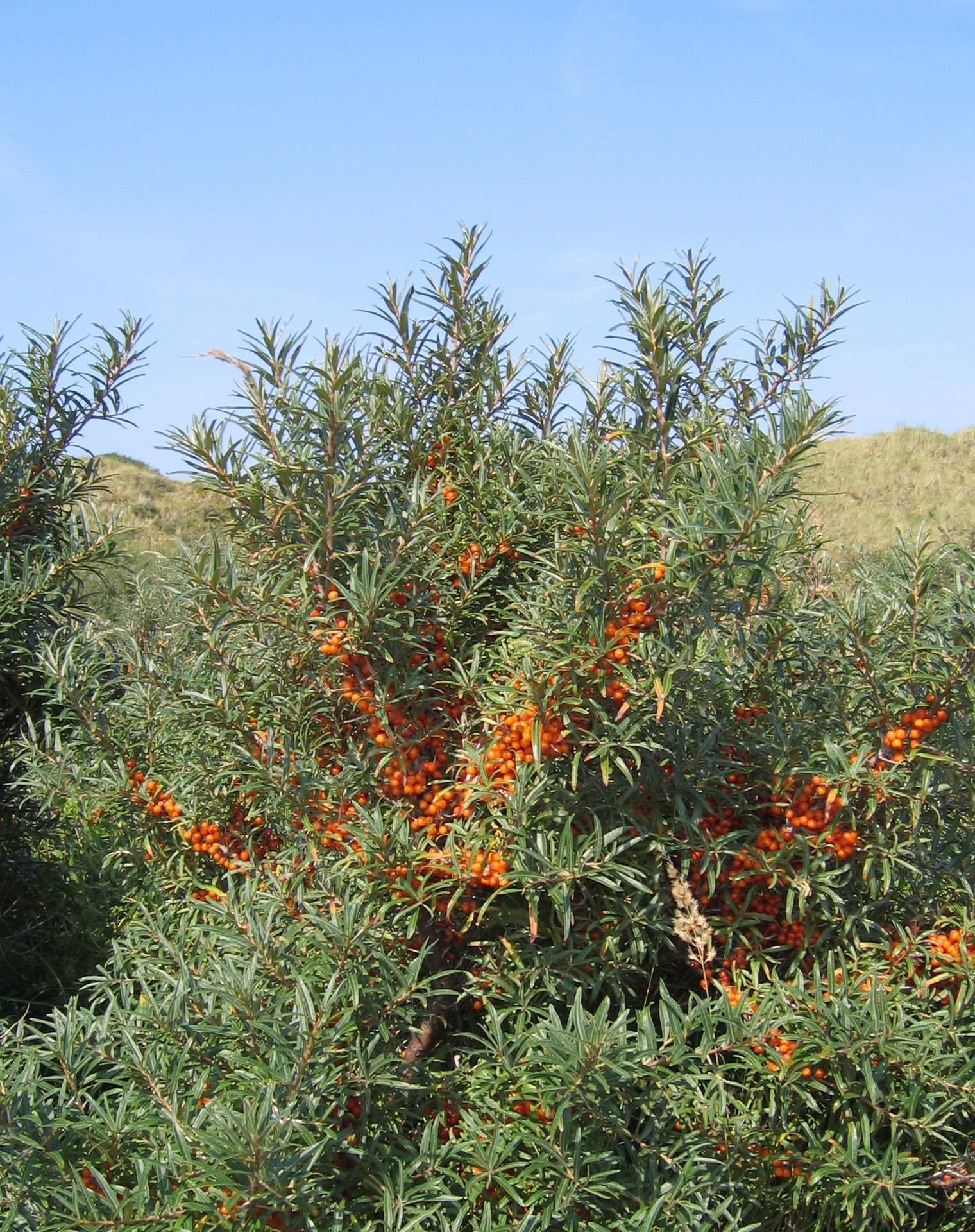
Celkový habitus rakytníku řešetlákového

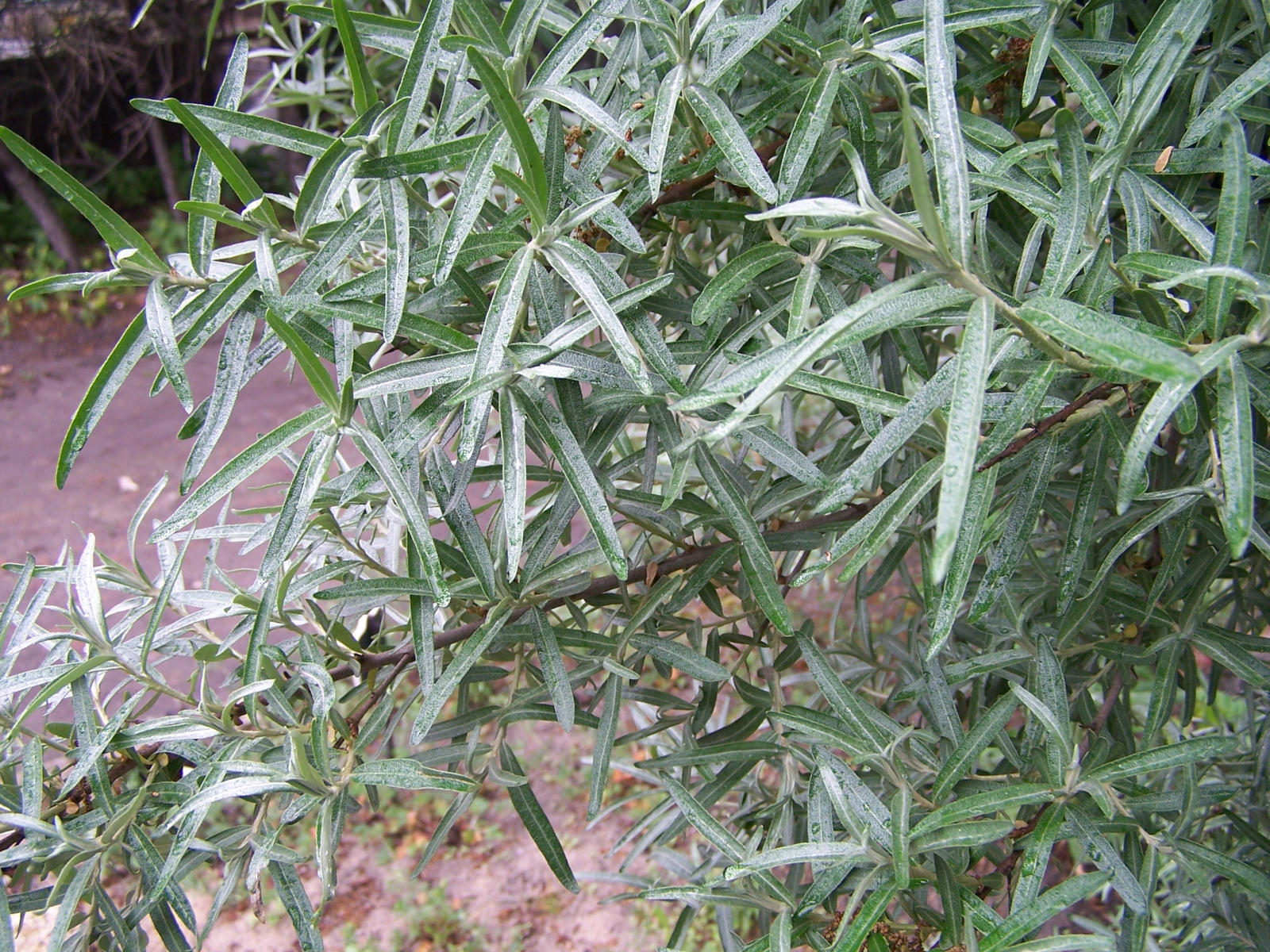
Listy rakytníku řešetlákového

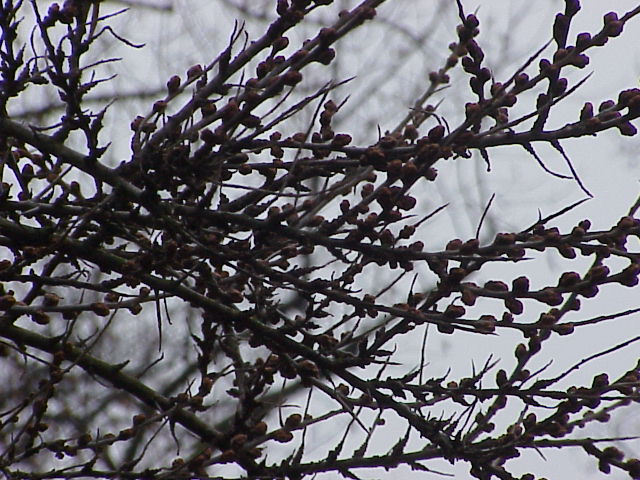
Rakytník řešetlákový v zimě

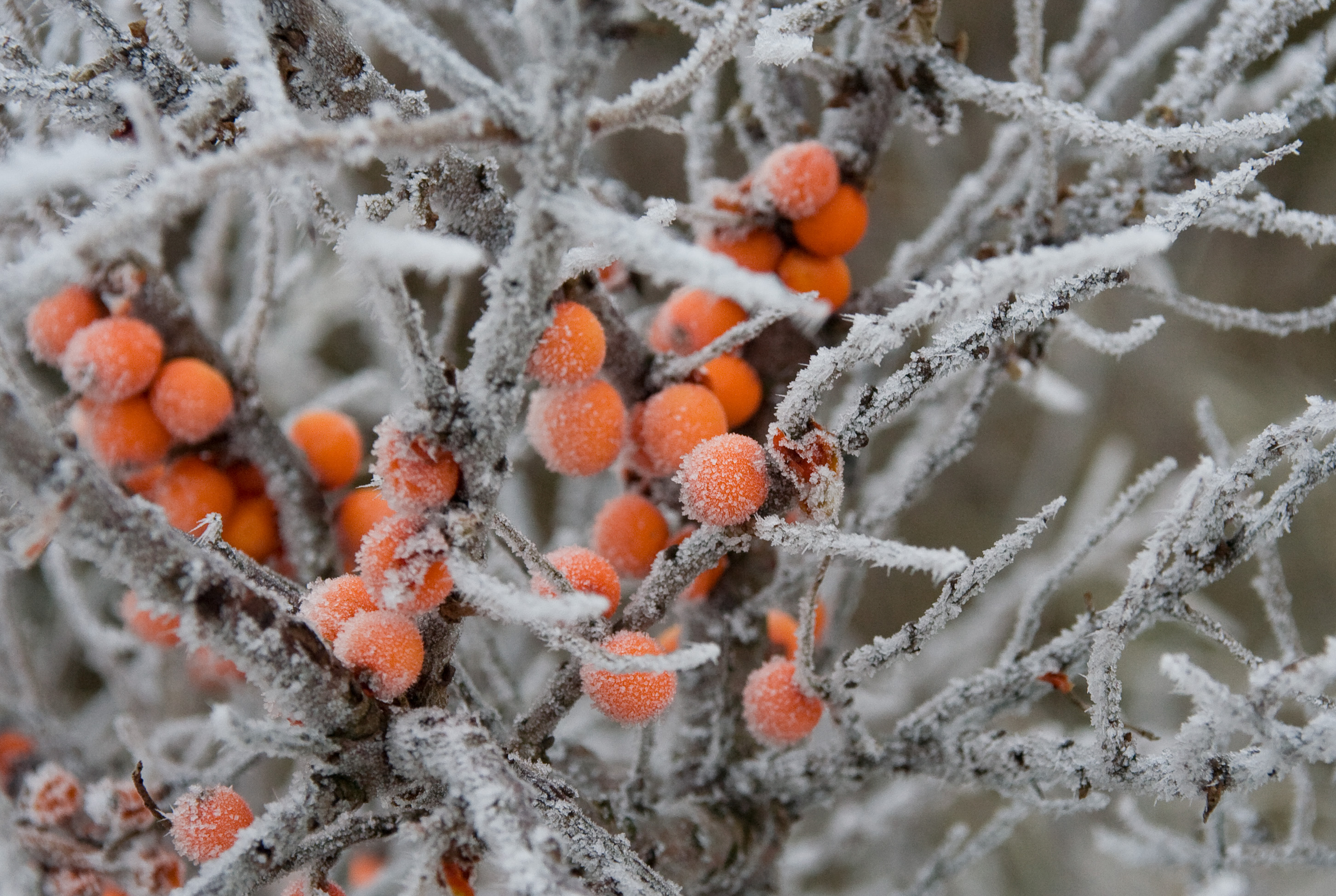
Rakytník v zimě

Rakytník řešetlákový (Hippophae rhamnoides; syn. rakytník úzkolistý), je opadavá dřevina z čeledi hlošinovitých, tvořící keře nebo malé stromy s nažloutlými květy a oranžovými plody.

## Výskyt
Rakytník řešetlákový se přirozeně vyskytuje v Eurasii. Jeho areál rozšíření se v Evropě táhne od Skandinávského poloostrova na severu, směrem na jih jeho populace zasahuje až do Španělska a dále přes východní Evropu (Ukrajina) a Turecko až do Asie, kde roste až po Čínu, severozápad Indie a sever Pákistánu. V 21. století je široce pěstován v Evropě a Asii. V Česku se pěstuje jako okrasná a ovocná rostlina. V Polsku je chráněný.

## Charakteristika
Větrosnubná opadavá dřevina. Listnatý, trnitý až 6 m vysoký dvoudomý řídký keř či keřovitý strom.

### Větve
Mladé větve jsou porostlé hvězdovitými trichomy, jsou zprvu stříbřitě chlupaté, později rezavé. Borka na starších větvích je černohnědá, šupinatá. Osa květu se u samičích stromů se mění ve větvičku nebo v trn, u samičích stromů obyčejně opadává.

### Kořen
Rakytník řešetlákový má kořeny povrchové. V kořenech se vyskytují symbiotické bakterie v hlízkách. Kořenové hlízky mohou dosahovat velikosti golfového míčku. Symbiotické bakterie na kořenech vážou vzdušný dusík, který je součástí metabolismu rostliny.
Kořeny rostou do hloubky maximálně 10–60 cm. Samičí rostliny tvoří mnoho kořenových výběžků, takže vytvářejí samovolně souvislé porosty. Výmladky z kořenů lze použít pro další množení rostliny.

### List
List je krátce řapíkatý, úzký, stříbřitě zelený, celokrajný, kopinatý. Listy jsou na větvičce střídavé. Čepel dosahuje délky 3–8 cm, šířky 3–10 mm.

### Květ
Rostlina je dvoudomá a větrosnubná. Samčí pupeny jsou až 2–3krát větší než pupeny samičí. Samčí květy mívají také odlišnou barvu než samičí. Samičí jsou žlutavé, samčí mají zelenavě stříbřitou barvu.
Kvete od března do května. Květy vyrůstají na větvičkách z minulého roku. Květy jsou bezkorunné a ve květu je nálevkovitý kalich se dvěma kališními cípy, v němž je skrytý pestík. Samčí květy vyrůstají v krátkých hroznech nebo kláscích a obsahují čtyři tyčinky složené z podélných prašníků a krátkých nitek.

### Plod
Plody jsou peckovice 5–10 mm velká a přibližně 3–5 mm široká žluté, oranžové až červené barvy. Plody vyrůstají s krátkou stopkou stěsnané na větévkách. Mají někdy kulovitý ale často elipsoidní až vejčitý tvar. Olejovitá dužina má oranžovou barvu. Chuť je od kyselé přes hořkou až nasládlou. Plody zrají od srpna do září a vydrží dlouho do zimy.

### Semeno
Semeno je hladké lesklé, temně hnědé elipsoidního až vejčitého tvaru. Může být dlouhé 4–7 mm. Je patrná podélná rýha.

## Stanoviště
Vyžaduje slunné stanoviště. Půdy jsou nejvhodnější lehčí, písčité, propustné a bohaté na vápník. Uspokojivě však roste i na vlhčím a třeba i slaném stanovišti. V našich podmínkách je otužilý (pouze ve zvláště tuhých zimách, pod −50 °C, a na vlhčích stanovištích namrzají). Dobře snáší i přísušek i zakouřené ovzduší. Pro zajištění násady krásných a dekorativních plodů vysazujeme samčí i samičí rostliny, poměr 1 : 6. Pohlaví se pozná i na tříletých semenáčích – samčí rostliny mají větší a hustší pupeny. Rakytník se hodí pro solitérní i skupinovou výsadbu. Je nenáročnou pionýrskou dřevinou pro osazování neplodných a devastovaných půd nebo výsypek. Stejně dobře se uplatní na exponovaných svazích nebo na březích vodních ploch.

## Choroby a škůdci
U rakytníku se mohou vyskytnou fyziologické choroby způsobené nevhodnými půdními nebo klimatickými podmínkami, jenž se projevují žloutnutím rostliny. V důsledku toho může docházet k sekundárnímu napadení a to uchycením bělorůžových spor hub na rostlinné orgány, což může vést ke vzniku houbových onemocnění. Rakytník je také napadán některými chorobami a škůdci, avšak jen minimálně, častější je jen endomykóza plodů. Výjimečně je napadán škůdci zavlečenými z jiných rostlin, např. s puklicemi či sviluškami.

### Endomykóza plodů
Napadení endomykózou se objevuje v letních měsících během července a srpna. Plody jsou na osluněných místech rostliny posety světlými skvrnami. Napadení se projevuje jako úpal, avšak pod mikroskopem je jasně patrné mycelium hub. Plody hnijí.

### Fusariové vadnutí
Napadení patogeny rodu Fusarium a Verticillium se projevuje předčasným dozráváním plodů, což snižuje jejich kvalitu. Napadení se může projevit i žloutnutím listů nebo vadnutím celé rostliny. Podhoubí patogena prorůstá do cévních svazků a ucpává je, což je zřetelné na řezu. Následkem ucpání svazků cévních je usychání napadených větví v následujícím roce. Patogen je nebezpečný i pro další druhy rostlin, šíří se na stanovišti.

### Strupovitost rakytníku
Choroba se objevuje jako tmavé šedé až černé skvrny na listech, plodech a výhoncích rakytníku. Dochází ke žloutnutí a opadání listů, plody se mumifikují. V dalším roce jsou listy a mumifikované plody zdrojem šíření choroby.

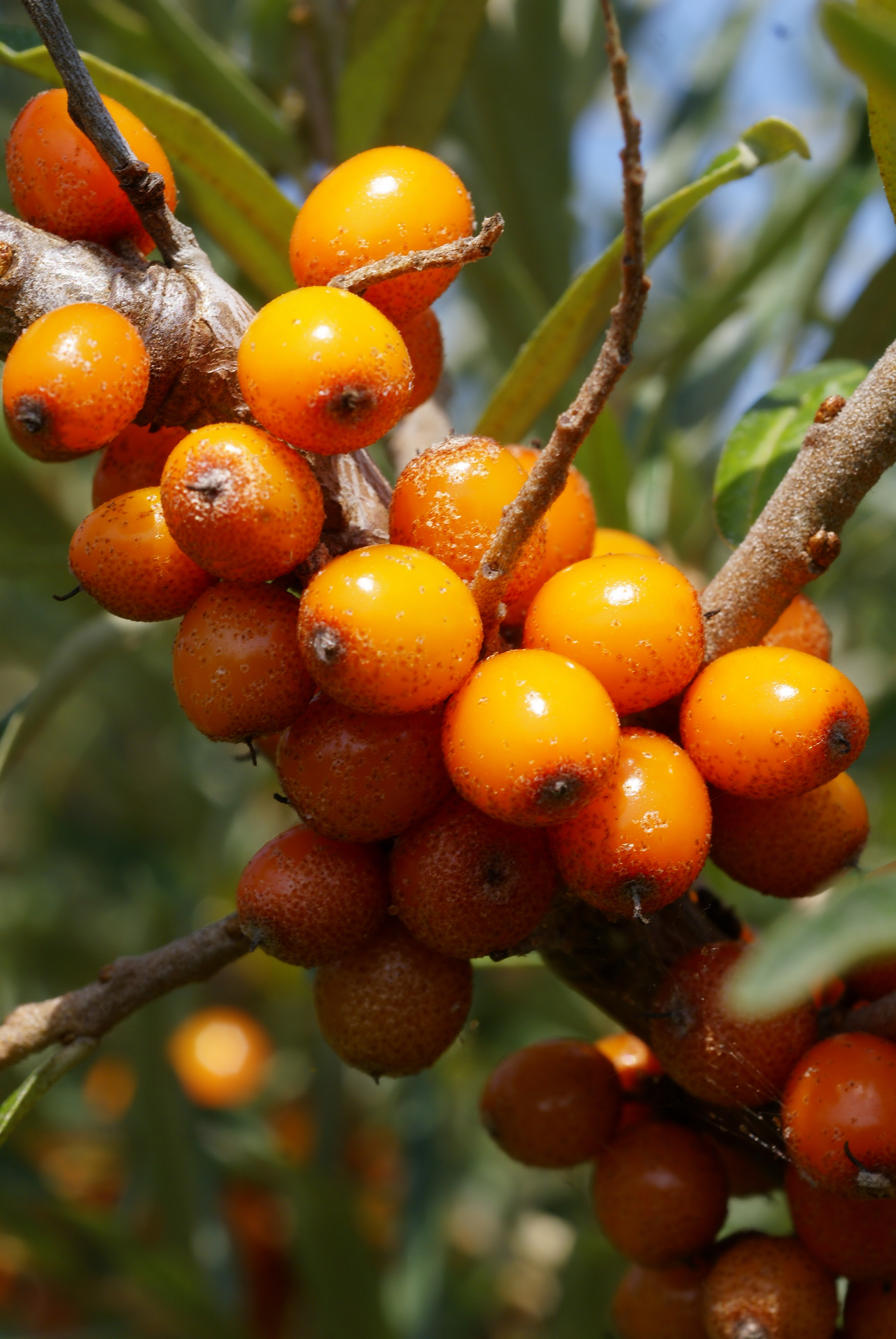
Plody rakytníku řešetlákového

### Zelená rakytníková mšice
Zelená mšice rakytníková (Capitophorus hippophaes hippophaes Walker, 1852) je okřídlená mšice světle zelené barvy s červenýma očima, která v letních měsících naklade vajíčka do míst, kde raší nové pupeny. Vylíhnutí jedinci se živí právě těmito pupeny. Důsledkem je zkrucování a žloutnutí listů rakytníku. Patogen se v Česku nevyskytuje.

### Rakytníkový mol
Rakytníkový mol se vyskytuje v oblasti Altaje a Zabajkalí. Housenky tvoří zámotky na vrcholcích listů, jimiž se živí. Obvykle se housenka na začátku července zakuklí v půdě. Na konci července se líhne motýl, který po spáření naklade nová vajíčka na větve, kde přezimují do dalšího roku.

### Vrtule rakytníková
Vrtule rakytníková klade vajíčka pod pokožku plodů, kde se vylíhnou larvy, které se živí jejich dužinou. Kuklí se v zemi, kde také přezimují. Patogen je považován za vážné nebezpečí, s ohledem na výšku sklizně.

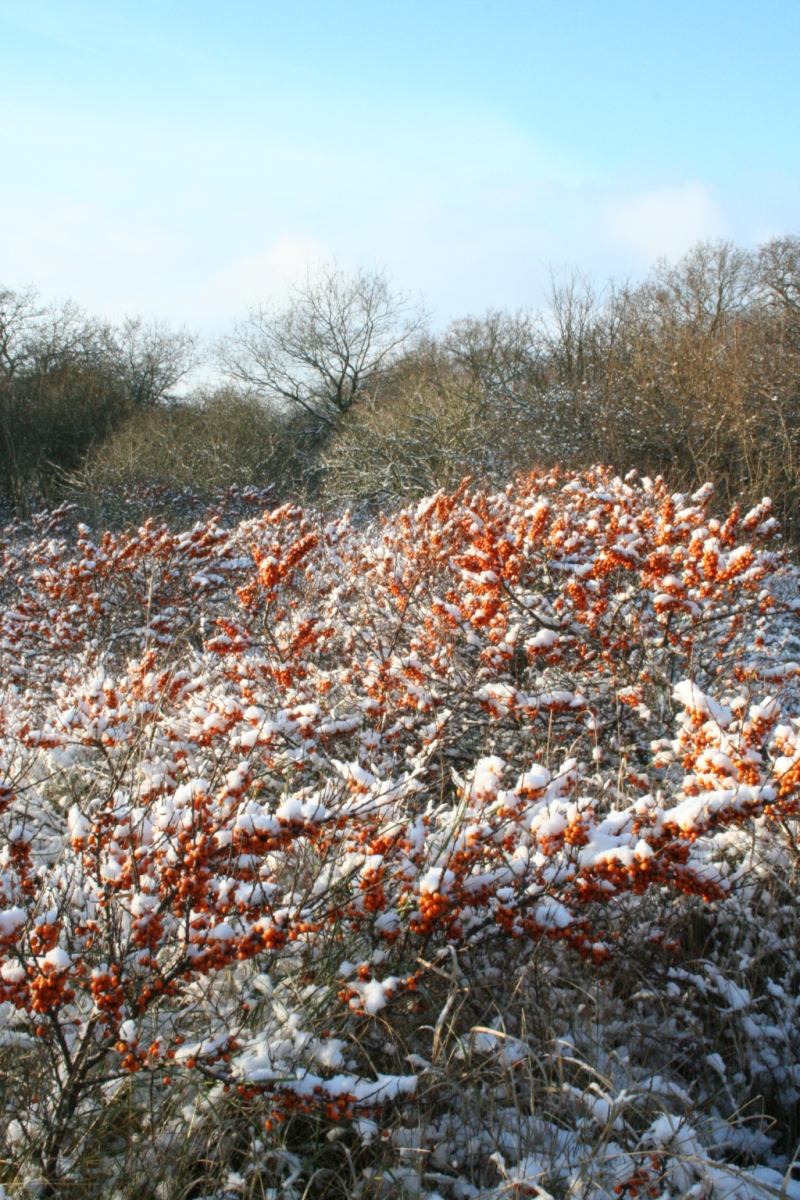
Rakytník řešetlákový

## Údržba

### Zmlazovací řez
Provádí u rostlin starších deseti let, kdy jsou již přírůstky malé, seřezává se na tříleté dřevo.

### Česání rakytníku
Rakytník je využíván právě pro vitamíny obsažené v dužině jeho plodů. Plody se bohužel špatně česají, jsou poměrně malé a visí na krátkých stopkách. Doporučuje se proto spíše soukromé pěstování. Nejlehčí a osvědčenou metodou sklízení je zmrazování plodů. V době, kdy byl rakytník nejvíce využíván na Sibiři, se tato metoda praktikovala v přírodních podmínkách. Rakytník se i s plody nechal ladem a vzhledem k místnímu podnebí plody příchodem zimy zmrzly. Následně se plody z rakytníku sklepaly do pytlů umístěných pod ním a ihned se zpracovaly. V našich podmínkách je tato metoda hůře uskutečnitelná. Během sklizně se ostřihávají větve, na kterých jsou plody ve snopečcích. Je možné odstřihnout maximálně 30% rostliny, když se tato hranice přesáhne může dojít k radikálnímu zásahu do jejího životního cyklu. Následuje zmražení větví, v mrazácích pro to určených, na teplotu −18 °C. Poté se plody setřepou a zpracují.

## Historie
V lidovém léčitelství Mongolska, Sibiře i některých oblastech Číny byl rakytník známý již v dávné minulosti. Užíval se při léčbě onemocnění plic, jater i kloubních onemocněních, dále také v místní kosmetice. Pomáhal proti zahlenění i zánětům plic, hojil sliznice, žaludeční i dvanáctníkové vředy, reguloval krevní oběh. Urychloval proces hojení ran, stimuloval regenerační procesy, měl pozitivní vliv na choroby jater. V tibetské tradiční medicíně patří mezi vysoce efektivní regenerační prostředek, který se používá i při intoxikacích a kardiovaskulárních chorobách.

### V Rusku
Rakytník byl v Rusku nazýván "sibiřským zázrakem" nebo "citroníkem severu". V bývalém Sovětském svazu byl dokonce z důvodů velkovýroby šlechtěn, takže zde vzniklo i několik dalších odrůd. Rakytník je využíván v potravinářství (sirupy, kompoty, marmelády, džemy, svěží kyselá piva sour ale), medicíně (léčba kožních onemocnění, sliznice, vředů, zažívacích potíží, rakoviny, gynekologických problémů), v kosmetice a dokonce i v zemědělství, jako ochrana před půdní erozí.

## Obsahové látky
Barva plodu je obvykle oranžová až červená, záleží na množství karotenoidů v každém z nich. Chuť, jakou jednotlivá bobulka má, je zase vytvářena podle množství sacharidů a způsobuje sladší nebo trpčí chuť. Dále rakytník obsahuje vitamín B – B1, B2, B6, B3 (nikotinamid, vitamin PP) udržující harmonickou funkci centrální nervové soustavy, B9 (kyselina listová) způsobující syntézu nukleových kyselin, krvetvorbu, růst a vývoj plodu.
Vitamín C (kyselina askorbová), tento vitamín se uchovává i v produktech z plodů již vyrobených.
Vitamín D přispívá ke správnému růstu a vývoji kostí a zároveň reguluje množství vápníku a fosforu v krvi.
Vitamín E je antioxidantem a ochráncem esenciálních mastných kyselin. Využívá se při nemocech jako je mužská sterilita, svalová dystrofie a také u kardiovaskulárních poruch.
Vitamín K, ovlivňující krevní srážlivosti.

## Využití

### Rakytníkový sirup
Oprané bobule jsou rozmixovány a přecezeny. Slupky jsou někdy dále sušeny pro přípravu rakytníkového oleje nebo ovocného čaje. Šťáva s dužninou je po zahřátí (maximálně na 80 °C) smíchána s cukrem. Sirup obsahuje vitamin C, provitamin A, vitaminy skupiny B, vitaminy D, F, K a P, železo a až 10 % oleje. Je používán při žaludečních potížích, chřipce, infekčních onemocněních, při nedostatku vitamínů, v rekonvalescenci a proti jarní únavě. Rakytník podle některých zdrojů posiluje imunitní systém, zvyšuje odolnost proti stresu a působí proti bakteriím a virům.

### Rakytníkový likér
Sesbírané plody jsou nakládány do alkoholu na 8–14 měsíců. Připravený macerát je doslazován. Likér má tmavě hnědou barvu, intenzivní vůni a medovou chuť.

### Marmeláda
Z bobulí hlohu jednosemenného (Crataegus monogyna) a rakytníku je doporučován recept kdy džemováním ze směsi 1 kg bobulí hlohu, 1 kg plodů rakytníku řešetlákového, 1 kg cukru, a 1. litru vody je vytvořena jedlá potravina. Při tomto postupu jsou čisté bobule hlohu zality vodou a vařeny na mírném ohni do změknutí. Rovněž dobře omyté plody rakytníku jsou propasírovány přes husté síto nebo plátno, stejně jako plody hlohu. Z obou ingrediencí je vytvořena směs která je doslazena a ochucena, doplněna dalšími přípravky a vařena na rosol. Tato potravina nemůže být požívána dlouhodobě nebo nadměrně.

## Zajímavosti
Slovo Hippophae má původ ve staré řečtině a v překladu znamená třpytící se kůň. Staří Řekové prý totiž věděli, že zvířata pasoucí se v oblastech, kde rostla tato dřevina, tloustla a jejich srst dostávala lesklý nádech.
Dusík poutající bakterie v jeho kořenech obohacují půdu dusíkem a podporují rakytník v růstu i na nehostinných místech.
Má 10x více vitamínu C než pomeranč a mnoho dalších léčivých látek (vědci uvádějí, že denní doporučenou dávku vitaminu C pokryje jedna jediná bobulka).
Oproti jiným rostlinám se dají použít všechny jeho části, tj. kořen, kůru, listy, květy, plody, semena i dřevo.
Rakytníkový olej byl používán ruskými kosmonauty jako vitamínový doplněk a ochrana před zářením.
O rakytníku se zmiňuje už tibetské historické dílo „rGyud bzi“ (čtyři knihy lékopisů), od Yu Tuo Yuan Dan Kong Bu, psané mezi 773 – 783 našeho letopočtu.
Rakytníkový olej působí baktericidně a buď ničí nebo omezuje bakterii Helicobacter pylori,
která je, při stresové zátěži, původcem vředového onemocnění žaludeční sliznice a možného
nádorového onemocnění.
V lidovém léčitelství se uvádí 3x denně čajová lžička na lačno a nemoc ustoupí.[zdroj?]

## Kultivary
Hippophae rhamnoides 'Dar Katuni'

Hippophae rhamnoides 'Jantarnaja'

Hippophae rhamnoides 'Masličnaja'

Hippophae rhamnoides 'Novost Altaja'

Hippophae rhamnoides 'Oranževaja'

Hippophae rhamnoides 'Velikan'

Hippophae rhamnoides 'Vitaminnaja'

Hippophae rhamnoides 'Zolotistaja'

Hippophae rhamnoides 'Zolotoj počatok'

Hippophae rhamnoides 'Leikora'

Hippophae rhamnoides 'Hergo'

Hippophae rhamnoides 'Sluníčko'

Hippophae rhamnoides 'Krasavice'

## Jedovatost
Toxikologické informační středisko u plodů uvádí „…téměř nejedovaté plody – nebezpečná může být dávka nad 20 plodů (bobulí, semen) po větším požitém množství se podává aktivní uhlí, nebývá nutná hospitalizace (jen u mimořádně citlivých osob při závažných příznacích), u zdravých jedinců se objevují nanejvýš zažívací potíže.“
Některé další zdroje uvádějí, že je vhodné se vyhnout konzumaci během těhotenství. Popisují, že podle některých zpráv jsou plody jedovaté. Jiné zdroje jedovatost nepotvrzují, naopak popisují protektivní a léčivý účinek i při otravách některými jedy.